# غشاء دهليزي
 الغشاء الدهليزي (بالإنجليزية: Vestibular membrane) هو غشاء يتواجد داخل قوقعة الأذن الداخلية. يفصل القناة القوقعية عن القناة الدهليزية ويساعد الغشاء القاعدي في خلق حجرة في القوقعة مملوءة بالليمف الداخلي، وهو أمر مهم لوظيفة عضو كورتي الحلزوني. كما أنه يعمل في المقام الأول كحاجز انتشار، مما يسمح للمغذيات بالانتقال من اللمف المحيطي إلى اللمف الداخلي للتيه الغشائي.
من الناحية النسيجية، يتكون الغشاء الدهليزي من طبقتين من النسيج الطلائي المسطح، ويكون مفصول بصفيحة قاعدية. يشير هيكله إلى أن وظيفته هي نقل السوائل والكهرل.
سُمِّي الغشاء الدهليزي بغشاء ريزنر أيضاً وذلك نسبةً إلى عالم التشريح الألماني إرنست ريزنر (1824-1878).

## صور إضافية

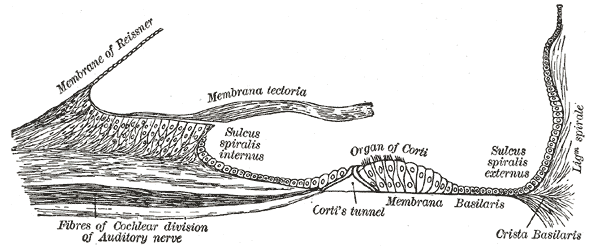
أرضية القناة القوقعية.
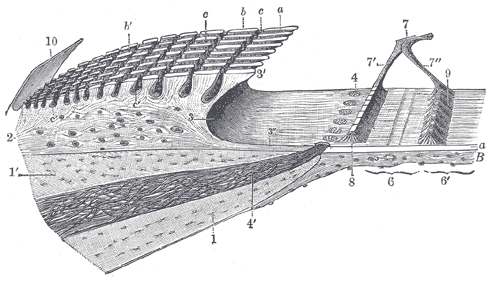
حوف حلزوني وغشاء قاعدي.

## روابط خارجية
- Histology at KUMC eye_ear-ear03
- مادة علم الأنسجة في جامعة إلينوي في إربانا-شامبين 76
- نظرة عامة في جامعة ويسكونسن ماديسون
- صورة نسخة محفوظة 3 مارس 2016 على موقع واي باك مشين. في جامعة نيو إنجلاند، مين